# Красный Бор (Иркутская область)
Красный Бор — упразднённый участок в Зиминском районе Иркутской области России.

## Географическое положение
Располагается в 3,6 км от участка Трактовый.

## История
Ранее в деревне жили работники леспромхоза. Однако во второй половине XX века деревня опустела. Участок Красный Бор 23 июня 1986 года исключен из учётных данных, как фактически не существующий в связи с выездом из него всех жителей. На карте Зиминского района начала 2000-х населённый пункт Красный Бор отмечен как нежилой. В настоящий момент на его территории располагается крестьянско-фермерское хозяйство, возможно восстановление статуса населённого пункта.